# Андреа Прадер
Aндреа Прадер е швейцарски учен, лекар, педиатър-ендокринолог.
Открива, заедно с други швейцарски лекари – Хайнрих Вили, Гуидо Фанкони, Алексис Лабхарт и Андрю Циглер, синдрома на Прадер-Вили.

## Биография

### Младежки години и образование
Роден е на 23 декември 1919 г. в Замедан, Граубюнден, Швейцария, но живее в Цюрих почти през целия си живот. Завършва училище и се записва във факултета по медицина на Цюрихския университет (Medizinischer Fakultät der Universität Zürich). Стажа си кара между 1944 и 1947 година първо при Г. Тьондури (G. Toendury), между 1944 и 1946 в отдела по анатомия в Цюрих, а след това в медицинска клиника в Лозана при А. Ваноти (A. Vannotti).

### Начало на кариерата
През 1947 г. става помощник-лекар в Детската болница в Цюрих. През 1950 г. е началото на кариерата му като педиатър и ендокринолог. В началото на 1950-те специализацията му го отвежда в Нюйоркската детска клиника в болницата „Белвю“, където е в екип под ръководството на д-р Л. Е. Холт, син на американското светило по педиатрия Лутер Емет Холт (L. E. Holt).

### Интереси
За трайните му интереси в областта на ендокринологията допринасят връзките му с д-р Лоусън Уилкинс. След като специализира в Лозана, Цюрих и Ню Йорк, Прадер завинаги се насочва към проблемите на детската ендокринология. Неговите интереси са съсредоточени върху механизмите и физиологията на заболяването; пример за това е съвместната му работа с д-р Паркър и д-р Фанкони по проблемите на складирането на цитозин.

### Професор в Цюрих
През 1957 г. Прадер получава докторската си хабилитация („д-р на науките“, PhD). През 1962 г. става професор в медицинския факултет на Цюрихския университет. През 1965 г. дългогодишният главен лекар на детската клиника Гуидо Фанкони се пенсионира и Прадер заема поста му като професор и шеф на отдела по педиатрия, както и директор на Цюрихската детска болница. На тези постове той остава до 1986 г.
Умира на 3 юни 2001 г. в Цюрих на 81-годишна възраст.

## Изследователска работа
Фундаменталните разработки и изследвания на Прадер са в областта на детските болести и по-специално детската ендокринология. В някои от по-ранните си разработки той сътрудничи на свои колеги в други направления. В хронологичен ред по-важните му изследвания са:
- 1948 – в областта на детската кардиология, с Д-р Еторе Роси (Ettore Rossi)[4]
- 1948 – смущения в обмяната на веществата
- 1951 – медицинска генетика
- 1953 – патофизиология на стероидните хормони включително при лицата с полова неопределеност и дефекти в синтеза на стероидните хормони
- 1955 – Синдром на Прадер-Гуртнер, заедно с Х. П. Гуртнер, H.P. Gurtner [5]
- 1956 – Синдромът на Прадер-Лабхарт-Вили
- 1956 – Прадер се включва в откриването и описанието на вродената липоидна адренална хиперплазия, заедно с Р. Е. Зибенман, R.E. Siebenmann
- 1957 – наследствена фруктозна непоносимост, заедно с Р. Фрьош, А. Лабхарт и колектив (R. Froesh, A. Labhart et al.)
- 1961 – Псевдонедостатъчност на витамин D, зедно с Р. Илиг и колектив, R. Illig et al.
- 1963 – Адренолевкодистрофия, (АЛД). През 1963 г. Андреа Прадер се включва в разработка на педиатрите Гуидо Фанкони и Вернер Ислер, невролога Фритц Люти и патолога Рудолф Зибенман, който екип под ръководството на Фанкони изследва и описва клиниката, симптоматиката и развитието на прогресивна демиелинираща болест на централната и периферната нервна система, съпътствана от недостатъчност на надбъбречната жлеза. Пример на това заболяване за пръв път е описан в статия на Ернст Симерлинг и Ханс Герхард Кройцфелд (Ernst Siemerling & Hans Gerhard Creutzfeldt) в публикация през 1923 въз основа на техен клиничен случай.[6] След като подробно разследват и описват този синдром, колективът го нарича на имената на учените, които са описали поотделно хормоналния и неврологичен аспект, а именно на Томас Адисън[7] и Паул Фердинанд Шилдер (Addison-Schilder).[8][9] Днес епонимното название на този синдром се е върнало към първооткривателите на заболяването като комплекс, Симерлинг и Кройтцфелд. Филмът „Маслото на Лорензо“ (Lorenzo's oil) показва историята на едно момче, страдащо от тази болест. Това е заболяване предимно манифестиращо се в детска възраст и засягащо само момчета, обикновено между 5- и 15-годишна възраст. Момичета не страдат от директни увреждания и нарушаване на обмяната на веществета, но са генетични носители, т.е. предават в поколение поражението, поради афилиацията на генетичната повреда с Х хромозомата[10]. В най-общи линии, това заболяване е комбинация на Адисонова болест и Дифузна миелинова склероза (болестта на Шилдер, Schilder).
- 1992 – анти-Мюлеров хормон, от семейството на факторите на растежа.[11]

## Международно признание
Още приживе Андреа Прадер става знаменитост на детската ендокринология. Радва се на признанието на международната лекарска общественост и става директен или почетен член на редица медицински общества. В годините между 1972 и 1974 е почетен член и президент на Швейцарския съюз на педиатрите (Schweizerische Gesellschaft für Pädiatrie); така също от 1968 г. е почетен член на Германската академия на науките (Леополдина). Член е и на британското Кралско лекарско дружество, Лондон (Royal College of Physicians, London, получава академични отличия от Хелзинкския университет, отличието на университета в Турку, наградата на Швейцарската академия на науките „Ото Негели“ (Otto Naegeli) и медала на Германското дружество по ендокринология (Berthold Medal). Прадер е доктор хонорис кауза на университета в град Токушима, Япония. През 1962 и 1971 е президент на Европейското общество по детска ендокринология.

## Награда „Андреа Прадер“
Наградата „Андреа Прадер“ е основана през 1987 г. от Европейското общество по детска ендокринология и е награда за лидерство; дава се за особени заслуги и приноси на лекари, проявили се в областта на детската ендокринология. Призът е финансиран в началото от шведската компания „Фармация и Ъпджон“ (Pharmacia & Upjohn, Stockholm). Фондовете на наградата се попълват от компанията „Пфайзър“ (Pfizer, USA).